# 9521 Мартінгоффман
9521 Мартінгоффман (9521 Martinhoffmann) — астероїд головного поясу, відкритий 16 березня 1980 року.
Тіссеранів параметр щодо Юпітера — 3,603.